# Goldfirnis

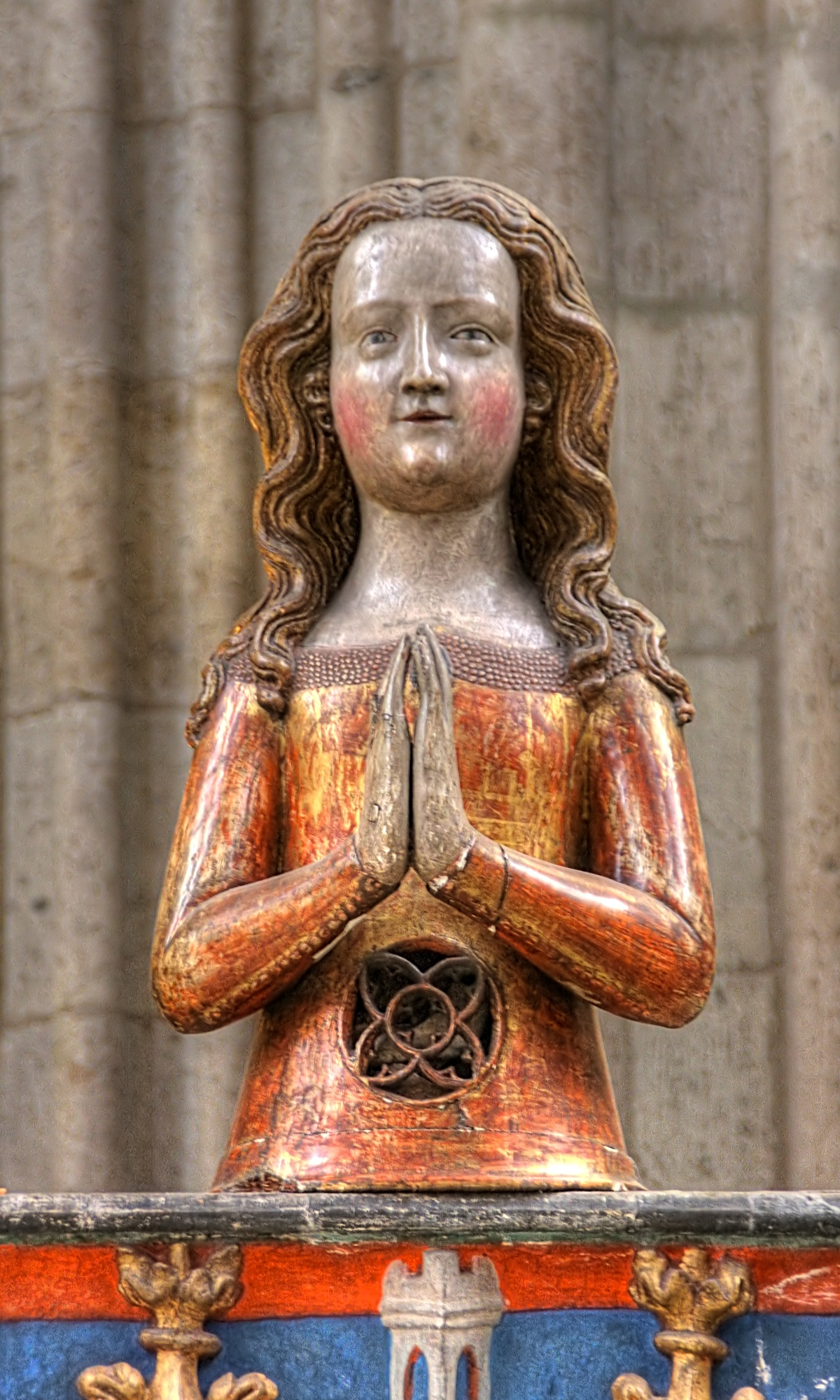
Mit Goldfirnis überzogene Ursulabüste in der Basilika St. Ursula in Köln

Goldfirnis oder Goldlack ist ein Firnis, der als Überzug für Gegenstände aus Holz, wie Leisten und Spiegelrahmen, und für Metallgegenstände dient.
Man bedient sich dabei einer Schellacklösung in Ethanol als Lösungsmittel, der durch Zusatz von Gummigutt, Drachenblut, Akaroidharz, Sandelholzextrakt eine rötliche oder gelbe Farbe gegeben wird.
Alle Lösungen werden, wenn sie nicht ganz klar sind, filtriert und dann vermischt.